# Trsťany
Trsťany – wieś (obec) na Słowacji położona w kraju koszyckim, w powiecie Koszyce-okolice. Pierwsze wzmianki o miejscowości pochodzą z roku 1288. 
Według danych z dnia 31 grudnia 2012, wieś zamieszkiwało 266 osób, w tym 132 kobiety i 134 mężczyzn.
W 2001 roku pod względem narodowości i przynależności etnicznej 99,58% mieszkańców stanowili Słowacy.
Ze względu na wyznawaną religię struktura mieszkańców kształtowała się w 2001 roku następująco:
- Katolicy rzymscy – 68,22%
- Grekokatolicy – 2,12%
- Ewangelicy – 25%
- Ateiści – 3,39%
- Nie podano – 0,85%